# Wallace Langham
Wallace Langham (* 11. března 1965 Fort Worth, Texas) je americký herec, který se objevil v mnoha televizních i filmových rolích. Známý se stal rolí Davida Hodgese v seriálu Kriminálka Las Vegas.
Hrál například ve filmech Weird Science, Soul Man, Bláznivá školka nebo Malá Miss Sunshine. Ze seriálů pak třeba Pohotovost, To je vražda, napsala, Sex ve městě, Star Trek: Vesmírná loď Voyager, Veroničiny svůdnosti a další.

## Filmografie
| Rok       | Film/seriál                                             | Role                          | Poznámky                                            |
| --------- | ------------------------------------------------------- | ----------------------------- | --------------------------------------------------- |
| 1985      | Weird Science                                           | Art                           |                                                     |
| 1985      | Children of the Night                                   | Kevin                         | TV film                                             |
| 1986      | Fast Times                                              | Mark Ratner                   | vedlejší role, 7 dílů                               |
| 1986      | Pekelná jízda                                           | Paul                          |                                                     |
| 1986      | Soul Man                                                | Barky Brewer                  |                                                     |
| 1986      | Bojová akademie                                         | Percival 'Perry' Barnett      |                                                     |
| 1987      | The Twilight Zone                                       | Nelson Baxley                 | díl: „Time and Teresa Golowitz/Voices in the Earth“ |
| 1988      | The Invisible Kid                                       | Milton McClane                |                                                     |
| 1988      | The Chocolate War                                       | Archie                        |                                                     |
| 1989      | A Deadly Silence                                        | Jimmy Pierson, Jr.            |                                                     |
| 1989      | Matlock                                                 | Dennis Austin                 | díl: „The Cult“                                     |
| 1989      | Under the Boardwalk                                     | Backwash                      |                                                     |
| 1989      | Marťani, jděte domů                                     | Marťan - voyeur               |                                                     |
| 1990      | Jump Street 21                                          | Poole                         | díl: „Research and Destroy“                         |
| 1990      | Murphy Brown                                            | Michael                       | díl: „The Murphy Brown School of Broadcasting“      |
| 1990      | Vital Signs                                             | Gant                          |                                                     |
| 1990-1991 | WIOU                                                    | Willis Teitlebaum             | hlavní role, 14 dílů                                |
| 1992      | Life Goes On                                            | John Hemingway                | díl: „The Fairy Tale“                               |
| 1992-1998 | The Larry Sanders Show                                  | Phil                          | hlavní role, 89 dílů                                |
| 1993      | To je vražda, napsala                                   | Todd Merlin                   | díl: „Dead to Rights“                               |
| 1994      | Life with Louie: A Christmas Surprise for Mrs. Stillman | Různé role (hlas)             | krátkometrážní televizní spot                       |
| 1994      | Dave's World                                            |                               | díl: „Family Membership“                            |
| 1995-1996 | NewsRadio                                               | Jeff                          | 2 epizody                                           |
| 1996      | Muž bez Boha                                            | Rick                          |                                                     |
| 1996      | Pohotovost                                              | Dr. Melvoin                   | díl: „Doctor Carter, I Presume"“                    |
| 1996      | Michael                                                 | Bruce Craddock                |                                                     |
| 1997      | Zvláštní efekty                                         | Levi                          | díl: „Shooting Mickey“                              |
| 1997      | Grace v jednom kole                                     | Eric Spencer                  | díl: „Grace's New Job“                              |
| 1997-2000 | Veroničiny svůdnosti                                    | Josh Blair                    | hlavní role, 67 dílů                                |
| 1998      | Star Trek: Vesmírná loď Voyager                         | Flotter T. Water III          | díl: „Once Upon a Time“                             |
| 1999-2002 | Mission Hill                                            | Andy French                   | 13 dílů                                             |
| 2000      | Daydream Believers: The Monkees Story                   | Don Kirshner                  |                                                     |
| 2000      | Krajní meze                                             | Ezekiel                       | díl: „Final Appeal“                                 |
| 2001      | On Edge                                                 | Jimmy Hand                    |                                                     |
| 2001      | What About Joan                                         | Mark Ludlow                   | hlavní role, 21 dílů                                |
| 2001      | Sestra Mary to všechno vysvětlí                         | Aloysius Benheim              |                                                     |
| 2001      | Inside Schwartz                                         | A.J.                          | díl: „Comic Relief Pitcher“                         |
| 2002      | Zóna soumraku                                           | Charles Stickney              | díl: „Mr. Motivation“                               |
| 2003      | Bláznivá školka                                         | Jim Fields                    |                                                     |
| 2003      | Sex ve městě                                            | Willie                        | díl: „To Market, to Market“                         |
| 2003      | Las Vegas: Kasíno                                       | Julian Kerbis                 | díl: „"Donny, We Hardly Knew Ye“                    |
| 2003      | Miss Match                                              | Lucas                         | díl: „Kate in Ex-tas“                               |
| 2003      | Good Morning, Miami                                     | Ken                           | díl: „With Friends Like These, Who Needs Emmys?“    |
| 2003–2015 | Kriminálka Las Vegas                                    | David Hodges                  | 243 dílů                                            |
| 2004      | Hot Night in the City                                   | Jack                          |                                                     |
| 2004      | Západní křídlo                                          | Terry Anders                  | díl: „The Hubbert Peak“                             |
| 2005      | Médium                                                  | Alan                          | 2 díly                                              |
| 2005      | Larry, kroť se                                          | muž v koupelně                | díl: „The End“                                      |
| 2006      | Malá Miss Sunshine                                      | Kirby                         |                                                     |
| 2006      | I Want Someone to Eat Cheese With                       | Claude Clochet                |                                                     |
| 2006      | Batman vítězí                                           | Basil Karlo (hlas)            | díl: „Clayfaces“                                    |
| 2008      | The Great Buck Howard                                   | Dan Green                     |                                                     |
| 2008      | Growing Op                                              | Bryce Dawson                  |                                                     |
| 2008      | Batman: Odvážný hrdina                                  | Ocean Master (hlas)           | díl: „Evil Under the Sea!“                          |
| 2008      | Ben 10: Síla vesmíru                                    | Tyler/DNvetřelec (hlas)       | díl: „Inside Man“                                   |
| 2009      | Můj přítel Monk                                         | Steve DeWitt                  | díl: „Mr. Monk and the Dog“                         |
| 2009      | Glenn Martin DDS                                        | Dr. Gary Ross (hlas)          | díl: „Mom Dated THAT Guy?"“                         |
| 2009-2011 | Easy to Assemble                                        | Bjorn Eppstein                | vedlejší role, 6 dílů                               |
| 2010      | The Bannen Way                                          |                               |                                                     |
| 2011      | 9ine                                                    | fyzik                         | díl: „November“                                     |
| 2012      | Ruby Sparks                                             | Warren                        |                                                     |
| 2012      | Hitchcock                                               | Saul Bass                     |                                                     |
| 2012      | Freeloaders                                             | švédský automobilový nadšenec |                                                     |
| 2013      | Buttwhistle                                             | Confer                        |                                                     |
| 2013      | Somewhere Slow                                          | Paul                          |                                                     |
| 2013      | Beware the Batman                                       | Anarky / Lonnie Machin        |                                                     |
| 2013      | V těle boubelky                                         | Lester Tuttle                 | 2 díly                                              |
| 2013–2014 | Beware the Batman                                       | Anarky/Lonnie Machin (hlas)   | vedlejší role, 7 dílů                               |
| 2014      | Rain from Stars                                         | Andy                          |                                                     |
| 2014      | Transcendence                                           | Dr. Strauss                   |                                                     |
| 2014      | Velký draft                                             | Pete Begler                   |                                                     |
| 2014      | Buttwhistle                                             | pan Confer                    |                                                     |
| 2014      | AJ's Infinite Summer                                    | Danny/strážce (hlas)          | krátkometrážní film                                 |
| 2014      | 96 hodin: Zúčtování                                     | Mike                          |                                                     |
| 2014      | Nikki & Nora: The N&N Files                             | Carl Mottenberg               | 2 díly                                              |
| 2015      | Scream Queens                                           | pan Putney                    | díl: „The Final Girl(s)“                            |
| 2015      | Casual                                                  | Ian                           | díl: „Pilot“                                        |
| 2015      | CSI: Immorality                                         | David Hodges                  | TV film uvedený jako závěr Kriminálky Las Vegas     |
| 2015      | Castle na zabití                                        | Dar. Van Holtzman             | díl: „Holanďanův les“                               |
| 2016      | Týpci a zbraně                                          | Vegaský dodavatel zboží       |                                                     |
| 2016      | Spaceman                                                | Bruce Lindsay                 |                                                     |
| 2016      | LBJ                                                     | Arthur Schlesinger            |                                                     |
| 2016      | Closure                                                 |                               | krátkometrážní film, režisér a producent            |
| 2016      | Vražedné Miami                                          | Duncan Jacott                 | díl: „Eddie & the Empire State of Mind“             |
| 2016      | Zákon a pořádek: Útvar pro zvláštní oběti               | Tom Metcalfe                  | díl: „Imposter“                                     |
| 2016      | iZombie                                                 | Dr. Alan Benway               | díl: „He Blinded Me...With Science“                 |
| 2016      | Mike a Molly                                            | Robert                        | díl: „Cops on the Rocks“                            |
| 2017      | Souboj pohlaví                                          | Henry                         |                                                     |
| 2017      | Longmire                                                | Brian O'Keane                 | 2 díly                                              |
| 2017      | Chirurgové                                              | Dr. Steve Corridan            | díl: „Who Is He (And What Is He to You)?“           |
| 2017      | Doubt                                                   | Harrison Weiss                | díl: „Where Do We Go From Here?“                    |
| 2017      | Manhunt: Unabomber                                      | Louis Freeh                   | díl: „Publish or Perish“                            |
| 2017      | Dobré mravy                                             | Stephen                       | díl: „You Could Discover Me“                        |
| 2017      | Myšlenky zločince                                       | pan X                         | díl: „Killer App“                                   |
| 2017      | Bob                                                     | Bob                           | krátkometrážní film                                 |
| 2018      | Temné síly                                              | Dr. Viceroy                   |                                                     |
| 2018      | My Dinner with Herve                                    | Aaron Spelling                | TV film                                             |
| 2018      | Smrtonosná zbraň                                        | Charlie Blum                  | díl: „Ruthless“                                     |
| 2018      | Heathers                                                | pan Sawyer                    | 2 díly                                              |
| 2019      | Sophie's Quinceanera                                    | muž                           | krátkometrážní film                                 |
| 2021      | CSI: Vegas                                              | David Hodges                  | vedlejší role, první řada                           |